# Боро (станция метро)
«Боро» (англ. Borough tube station) — станция глубокого заложения Лондонского метрополитена Северной линии (на ветке Банк, между станциями «Элефант-энд-Касл» и «Лондон-бридж»). Относится к первой тарифной зоне. Суммарный пассажирооборот по станции за 2017 год составил 5 870 000 человек.

## История
В 1884 году лондонский Сити и Саутуаркский метрополитен англ. (CL&SS) получили одобрение парламента на строительство подземной железной дороги от Кинг-Уильям-стрит в лондонском Сити до Элефант-энд-Касл в Саутуарке. В отличие от предыдущих подземных железных дорог в Лондоне, которые были построены с использованием метода «выкопать и зарыть», CL&SS пришлось вести проходку при помощи тоннелепроходческих щитов и проложить пару тоннелей круглого сечения глубокого заложения с обделкой из чугунных тюбингов. Строительство участка началось в 1886 году.
В начале 1890 года CL&SS изменила своё название на англ. City and South London Railway (C&SLR).
Впервые станция была открыта 18 декабря 1890 года в качестве первой очереди метрополитена глубокого заложения кампании City and South London Railway (C&SLR).
В результате проведенной масштабной реконструкции на станции «Боро» мало что осталось от первоначального наземного вестибюля, здание которого изначально очень напоминало станцию "Кеннингтон". Подобное сходство распространялось и на подземную планировку, хотя на станции «Кеннингтон» в результате реконструкции также был существенно изменён первоначальный дизайн. На станции «Боро» к платформе для поездов, идущих на север, благодаря наличию пассажирских лифтов имеется без барьерный доступ, что делает данную платформу доступной для людей с ограниченными физическими возможностями. Платформа для поездов, следующих на юг, располагается этажом ниже и на неё можно попасть только по узкой лестнице. Изначальное архитектурное оформление скрыто современной инфраструктурой станции, тем не менее первоначальный вид станции был сопоставим с тем, который всё ещё доступен на платформе для поездов южного направления в Кеннингтоне.
«Боро» — самая северная из станций первой очереди на линии, построенной C&SLR. К северу от неё тоннели были проложены по другому маршруту, отличающемуся от современного, и вели к первоначальной конечной станции, расположенной на улице Кинг-Уильям-стрит. Этот маршрут был заброшен в 1900 году, когда были проложены новые тоннели в другом направлении от Лондонского моста в сторону Моргейта. Тем не менее, первоначальные тоннели проходили достаточно близко от станции «Лондонский мост», чтобы их всё ещё можно было увидеть через вентиляционное отверстие, расположенное непосредственно над серединой платформы для поездов, следующих на юг.
В 1920-х годах проведена существенная реконструкция, в ходе которой станция была перестроена, а тоннели были расширены для пропуска более крупных поездов.
В годы Второй мировой войны часть заброшенных туннелей между станцией «Боро» и южным берегом реки Темзы были переоборудованы городским советом Саутварка под крупное общественное бомбоубежище. Со стороны Боро-Хай-стрит было шесть входов в бомбоубежище, которое открылось 24 июня 1940 года и было закрыто за ненадобностью 7 мая 1945 года. Об этом свидетельствует мемориальная доска на станции.

## Иллюстрации

Станция метро «Боро»
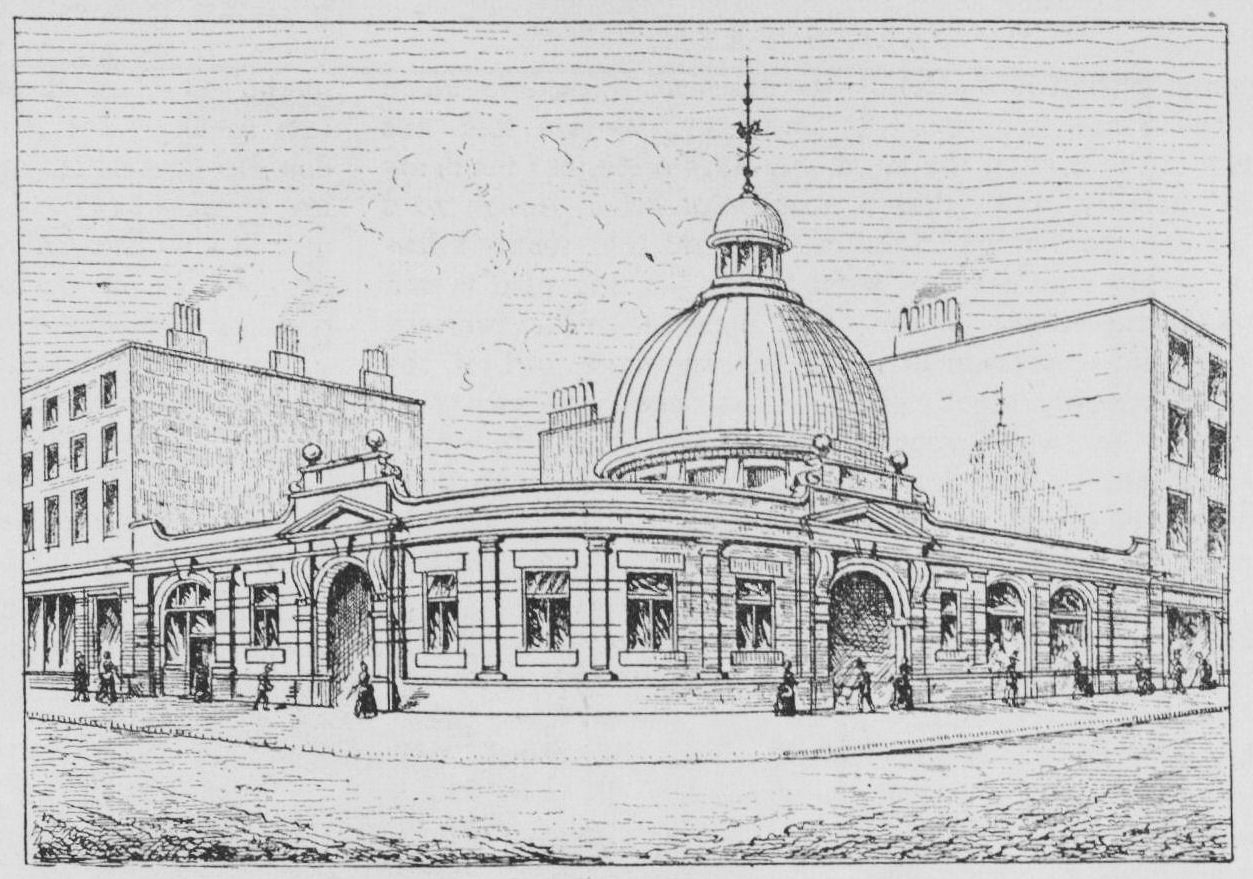
Вестиблюль (1890)
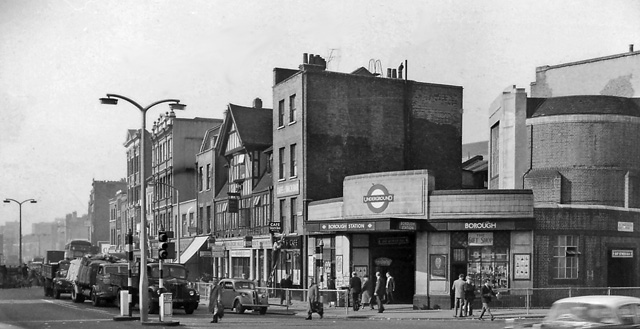
Вестиблюль (1961)
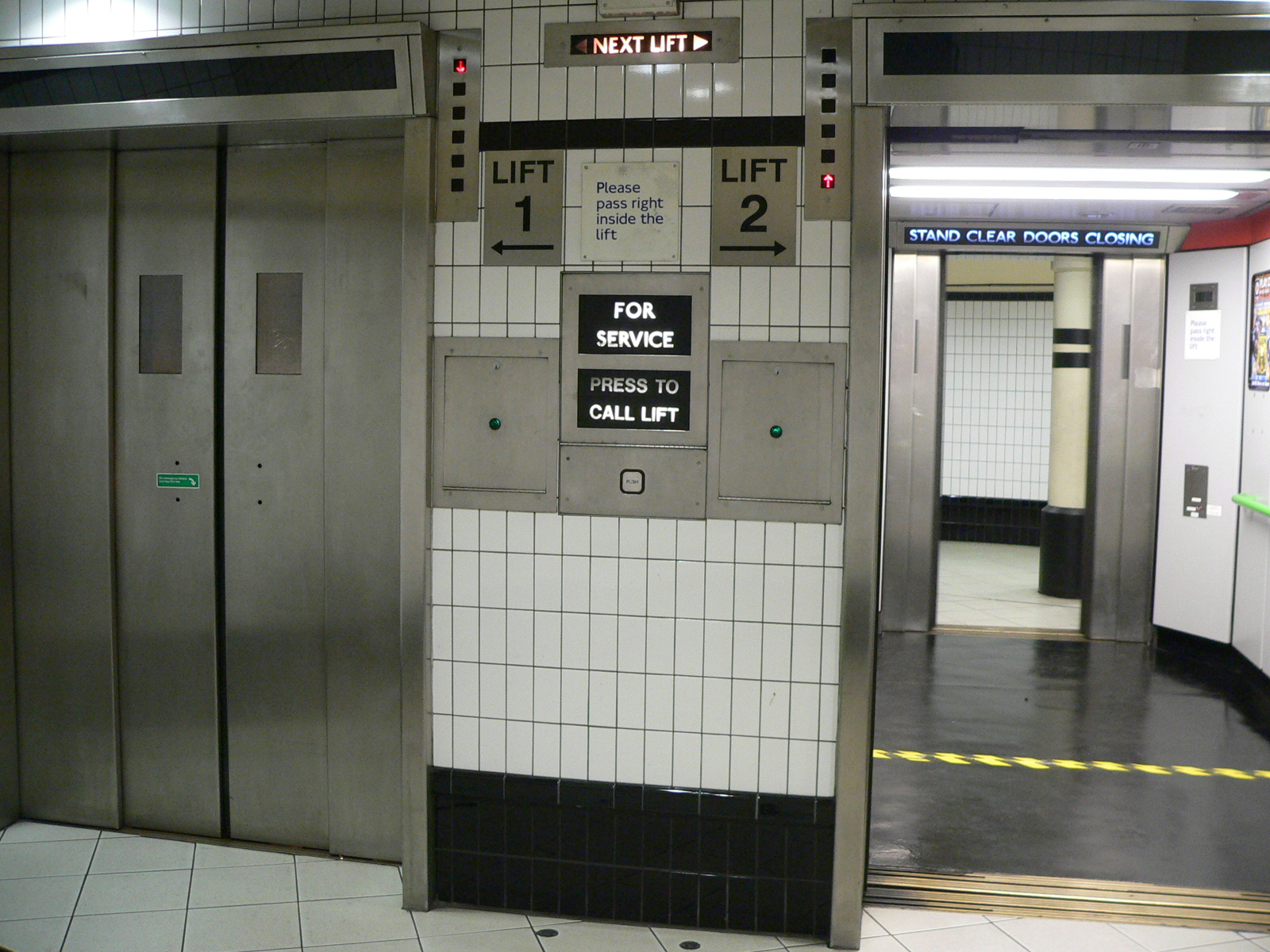
Пассажирские лифты
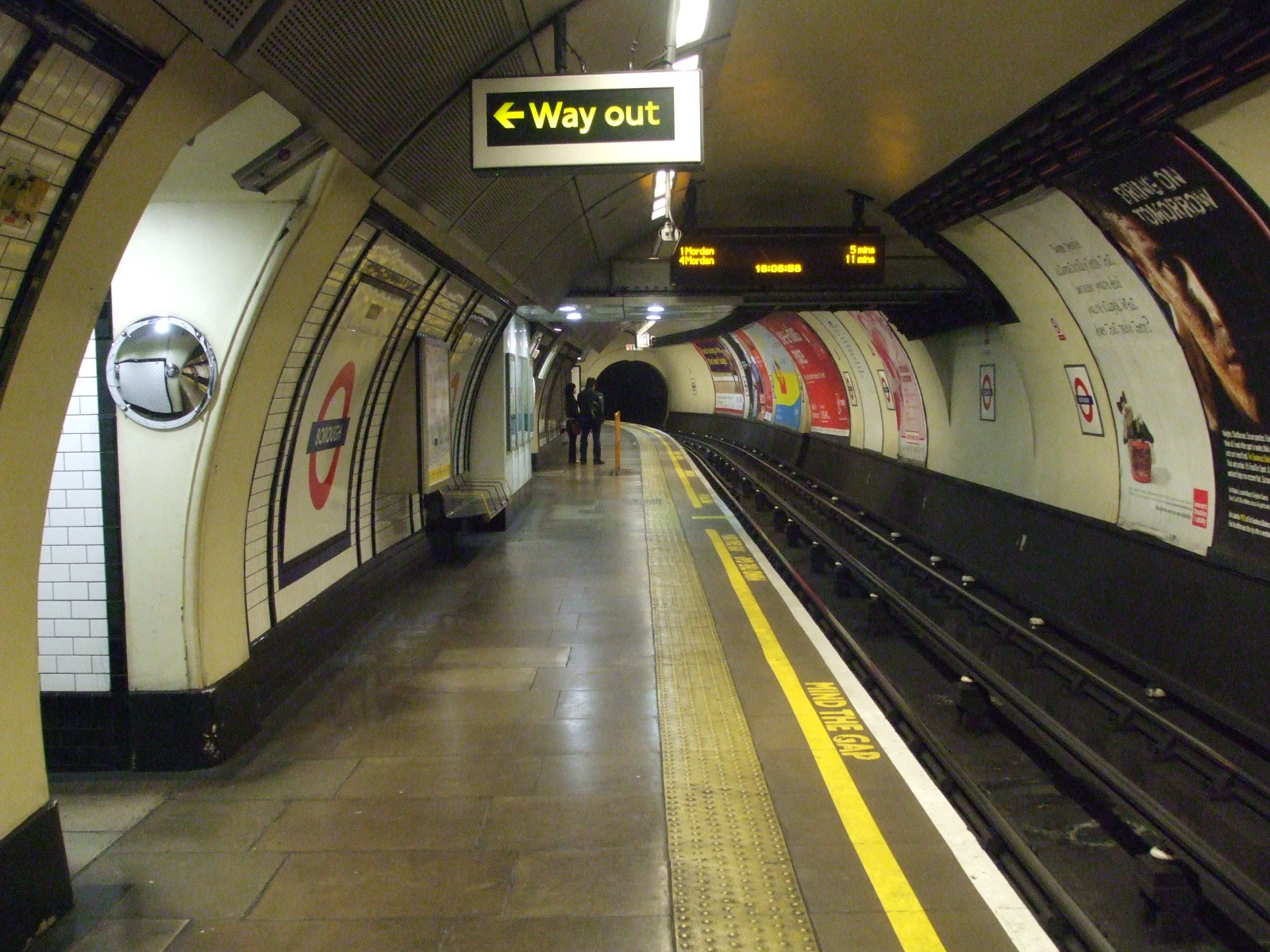
Южная платформа (вид на север)